# Уокер, Кемба
Ке́мба Ха́дли Уо́кер (англ. Kemba Hudley Walker; родился 8 мая 1990 года в Бронксе, Нью-Йорк, США) — американский профессиональный баскетболист, выступающий за команду Евролиги и чемпионата Франции «Монако». Играет на позиции разыгрывающего защитника.
В 2011 году, выступая за студенческую команду «Коннектикут Хаскис», стал чемпионом NCAA, а также был признан самым выдающимся игроком турнира.

## Профессиональная карьера

### Университет
В свой первый год выступлений за «Юконн Хаскис» Уокер сыграл во всех матчах и помог команде занять первое место посева на турнире NCAA 2009 года. Несмотря на то, что в стартовой пятерке Кемба выходил всего в двух матчах, его среднее время на площадке было 25,5 минуты. В сезоне 2008—2009 годов «Юконн» вышли в «Финал четырёх», но уступили в полуфинале Мичиганским Спартанцам.
В сезоне 2009—2010 годов «Юконн» не попали в «Финал четырёх», Уокер набирал 14,6 очка и делал 5,1 передачи в среднем за матч по ходу сезона.
В своём последнем сезоне за «Хаскис» Уокер стал ведущим игроком команды со средней результативностью 23,5 очка в среднем за игру по ходу сезона. «Юконн» вышли в «Финал четырёх», где обыграли Кентуккийский университет, а затем в финале одолели «Батлерских Бульдогов» став чемпионами NCAA.
14 марта 2011 года Ассоциация американских журналистов освещающих баскетбол выбрала Уокера в символическую пятёрку лучших баскетболистов-студентов США. Также Кемба стал обладателем приза имени Боба Коузи, который вручается лучшему студенту-разыгрывающему защитнику по итогам сезона. Ещё одной важной наградой выигранной Уокером стало звание самого ценного игрока турнира NCAA.
Университет Коннектикута навечно закрепил 15-й номер за Кемба Уокером.
После окончания сезона Уокер заявил, что выставит свою кандидатуру на драфт НБА 2011 года.

### НБА
Кемба Уокер был выбран на драфте 2011 года под общим 9-м номером командой «Шарлотт Бобкэтс». Сразу же после драфта он подписал многолетний контракт с компанией по производству одежды Under Armour, а начиная с 2015 года, Кемба начал сотрудничать с компанией Jordan Brand.
После неудачного сезона 2018/19 из «Бостон Селтикс» уйдут свободными агентами центральные игроки команды Кайри Ирвинг и Эл Хорфорд, что даст возможность подписать нового игрока с максимальной зарплатой. Уокер официально присоединился к «Селтикс» 6 июля 2019 года, подписав четырёхлетний контракт на сумму 141 миллион долларов.
18 июня 2021 года Уокер вместе с выбором в пером раунде драфта 2021 года (16-й пик) и  выбором во втором раунде драфта 2025 года был обменян из «Бостона» в «Оклахома-Сити Тандер» на Эла Хорфорда, Мозеса Брауна и выбор во втором раунде драфта 2023 года.
6 августа 2021 года Уокер согласовал выкуп контракта с «Оклахома-Сити Тандер» и 11 августа 2021 подписал контракт с «Нью-Йорк Никс».
6 июля 2022 года «Нью-Йорк» официально объявил о приобретении у «Детройта» драфт-пика первого раунда в обмен на Кембу Уокера и права на центрового Джалена Дюрена, выбранного под 13-м номером драфта 2022 года. 17 октября Уокер был отчислен «Пистонс».
28 ноября 2022 года Уокер подписал негарантированный контракт с «Даллас Маверикс» на один год. 17 декабря Уокер набрал 32 очка, пять подборов и семь передач в матче против «Кливленд Кавальерс». 6 января 2023 года Уокер был отчислен «Маверикс».

### Другие лиги
21 июля 2023 года Уокер перешёл в клуб Евролиги и чемпионата Франции «Монако», впервые в своей карьере подписав контракт с европейской командой. Уокер сыграл в 26 матчах Евролиги, набирая в среднем 4,4 очка, 1,4 подбора и 1,1 передачи за 11 минут на паркете.
2 июля 2024 года Уокер объявил о своем уходе из профессионального баскетбола.
16 апреля 2025 года стало известно, что Уокер согласился выступить в лиге BIG3 в сезоне 2025 года.

## Тренерская карьера

### Шарлотт Хорнетс (2024—настоящее время)
3 июля 2024 года Уокер был принят на работу в «Шарлотт Хорнетс» и вошел в штат Чарльза Ли в качестве тренера по развитию игроков.

## Статистика

### Статистика в НБА
| Сезон                                                                                    | Команда  | Регулярный сезон | Регулярный сезон | Регулярный сезон | Регулярный сезон | Регулярный сезон | Регулярный сезон | Регулярный сезон | Регулярный сезон | Регулярный сезон | Регулярный сезон | Регулярный сезон | Серия плей-офф | Серия плей-офф | Серия плей-офф | Серия плей-офф | Серия плей-офф | Серия плей-офф | Серия плей-офф | Серия плей-офф | Серия плей-офф | Серия плей-офф | Серия плей-офф |
| Сезон                                                                                    | Команда  | GP               | GS               | MPG              | FG%              | 3P%              | FT%              | RPG              | APG              | SPG              | BPG              | PPG              | GP             | GS             | MPG            | FG%            | 3P%            | FT%            | RPG            | APG            | SPG            | BPG            | PPG            |
| ---------------------------------------------------------------------------------------- | -------- | ---------------- | ---------------- | ---------------- | ---------------- | ---------------- | ---------------- | ---------------- | ---------------- | ---------------- | ---------------- | ---------------- | -------------- | -------------- | -------------- | -------------- | -------------- | -------------- | -------------- | -------------- | -------------- | -------------- | -------------- |
| 2011/12                                                                                  | Шарлотт  | 66               | 25               | 27,2             | 36,6             | 30,5             | 78,9             | 3,5              | 4,4              | 0,9              | 0,3              | 12,1             | Не участвовал  | Не участвовал  | Не участвовал  | Не участвовал  | Не участвовал  | Не участвовал  | Не участвовал  | Не участвовал  | Не участвовал  | Не участвовал  | Не участвовал  |
| 2012/13                                                                                  | Шарлотт  | 82               | 82               | 34,9             | 42,3             | 32,2             | 79,8             | 3,5              | 5,7              | 2,0              | 0,4              | 17,7             | Не участвовал  | Не участвовал  | Не участвовал  | Не участвовал  | Не участвовал  | Не участвовал  | Не участвовал  | Не участвовал  | Не участвовал  | Не участвовал  | Не участвовал  |
| 2013/14                                                                                  | Шарлотт  | 73               | 73               | 35,8             | 39,3             | 33,3             | 83,7             | 4,2              | 6,1              | 1,2              | 0,4              | 17,7             | 4              | 4              | 38,2           | 47,3           | 50,0           | 77,8           | 3,8            | 6,0            | 2,0            | 0,8            | 19,5           |
| 2014/15                                                                                  | Шарлотт  | 62               | 58               | 34,2             | 38,5             | 30,4             | 82,7             | 3,5              | 5,1              | 1,4              | 0,5              | 17,3             | Не участвовал  | Не участвовал  | Не участвовал  | Не участвовал  | Не участвовал  | Не участвовал  | Не участвовал  | Не участвовал  | Не участвовал  | Не участвовал  | Не участвовал  |
| 2015/16                                                                                  | Шарлотт  | 81               | 81               | 35,6             | 42,7             | 37,1             | 84,7             | 4,4              | 5,2              | 1,6              | 0,5              | 20,9             | 7              | 7              | 37,1           | 36,6           | 32,6           | 94,3           | 3,0            | 4,0            | 1,3            | 0,6            | 22,7           |
| 2016/17                                                                                  | Шарлотт  | 79               | 79               | 34,7             | 44,3             | 39,9             | 84,7             | 3,9              | 5,5              | 1,1              | 0,3              | 23,2             | Не участвовал  | Не участвовал  | Не участвовал  | Не участвовал  | Не участвовал  | Не участвовал  | Не участвовал  | Не участвовал  | Не участвовал  | Не участвовал  | Не участвовал  |
| 2017/18                                                                                  | Шарлотт  | 80               | 80               | 34,2             | 43,1             | 38,4             | 86,4             | 3,1              | 5,6              | 1,1              | 0,3              | 22,1             | Не участвовал  | Не участвовал  | Не участвовал  | Не участвовал  | Не участвовал  | Не участвовал  | Не участвовал  | Не участвовал  | Не участвовал  | Не участвовал  | Не участвовал  |
| 2018/19                                                                                  | Шарлотт  | 82               | 82               | 34,9             | 43,4             | 35,6             | 84,4             | 4,4              | 5,9              | 1,2              | 0,4              | 25,6             | Не участвовал  | Не участвовал  | Не участвовал  | Не участвовал  | Не участвовал  | Не участвовал  | Не участвовал  | Не участвовал  | Не участвовал  | Не участвовал  | Не участвовал  |
| 2019/20                                                                                  | Бостон   | 56               | 56               | 31,1             | 42,5             | 38,1             | 86,4             | 3,9              | 4,8              | 0,9              | 0,5              | 20,4             | 17             | 17             | 36,9           | 44,1           | 31,0           | 85,2           | 4,1            | 5,1            | 0,9            | 0,4            | 19,6           |
| 2020/21                                                                                  | Бостон   | 43               | 43               | 31,8             | 42,0             | 36,0             | 89,9             | 4,0              | 4,9              | 1,1              | 0,3              | 19,3             | 3              | 3              | 30,3           | 31,7           | 17,6           | 90,0           | 4,0            | 4,0            | 0,3            | 0,0            | 12,7           |
| 2021/22                                                                                  | Нью-Йорк | 37               | 37               | 25,6             | 40,3             | 36,7             | 84,5             | 3,0              | 3,5              | 0,7              | 0,2              | 11,6             | Не участвовал  | Не участвовал  | Не участвовал  | Не участвовал  | Не участвовал  | Не участвовал  | Не участвовал  | Не участвовал  | Не участвовал  | Не участвовал  | Не участвовал  |
| 2022/23                                                                                  | Даллас   | 9                | 1                | 16,0             | 42,1             | 25,0             | 81,0             | 1,8              | 2,1              | 0,2              | 0,2              | 8,0              | Не участвовал  | Не участвовал  | Не участвовал  | Не участвовал  | Не участвовал  | Не участвовал  | Не участвовал  | Не участвовал  | Не участвовал  | Не участвовал  | Не участвовал  |
|                                                                                          | Всего    | 750              | 697              | 33,1             | 41,8             | 36,0             | 84,0             | 3,8              | 5,3              | 1,2              | 0,4              | 19,3             | 31             | 31             | 36,5           | 41,2           | 32,4           | 86,8           | 3,8            | 4,8            | 1,1            | 0,5            | 19,6           |
| Наведите курсор мыши на аббревиатуры в заголовке таблицы, чтобы прочесть их расшифровку. |          |                  |                  |                  |                  |                  |                  |                  |                  |                  |                  |                  |                |                |                |                |                |                |                |                |                |                |                |

### Статистика в NCAA
| Сезон | Команда     | Conf     | Class | GP  | GS | MPG  | FG%  | 3P%  | FT%  | RPG | APG | SPG | BPG | PPG  |
| --- | ----------- | -------- | ----- | --- | -- | ---- | ---- | ---- | ---- | --- | --- | --- | --- | ---- |
| 2008/09 | Коннектикут | Big East | FR    | 36  | 2  | 25,2 | 47,0 | 27,1 | 71,5 | 3,5 | 2,9 | 1,1 | 0,2 | 8,9  |
| 2009/10 | Коннектикут | Big East | SO    | 34  | 34 | 35,2 | 40,3 | 33,9 | 76,7 | 4,3 | 5,1 | 2,1 | 0,4 | 14,6 |
| 2010/11 | Коннектикут | Big East | JR    | 41  | 41 | 37,6 | 42,8 | 33,0 | 81,9 | 5,4 | 4,5 | 1,9 | 0,2 | 23,5 |
| Всего | Всего       | Всего    | Всего | 111 | 77 | 32,9 | 42,8 | 32,6 | 78,3 | 4,4 | 4,1 | 1,7 | 0,3 | 16,1 |
| Наведите курсор мыши на аббревиатуры в заголовке таблицы, чтобы прочесть их расшифровку Статистика приведена с сайта sports-reference.com |             |          |       |     |    |      |      |      |      |     |     |     |     |      |

### Статистика в других лигах
| Сезон | Команда | Лига     | GP | GS | MPG  | FG%  | 3P%  | FT%  | RPG | APG | SPG | BPG | PFL | TOV | PPG |
| --- | ------- | -------- | -- | -- | ---- | ---- | ---- | ---- | --- | --- | --- | --- | --- | --- | --- |
| 2023/24 | Монако  | Евролига | 26 | 1  | 11,0 | 38,9 | 36,4 | 77,8 | 1,4 | 1,1 | 0,4 | 0,0 | 0,6 | 0,9 | 4,4 |
| Всего | Всего   | Всего    | 26 | 1  | 11,0 | 38,9 | 36,4 | 77,8 | 1,4 | 1,1 | 0,4 | 0,0 | 0,9 | 0,6 | 4,4 |
| Наведите курсор мыши на аббревиатуры в заголовке таблицы, чтобы прочесть их расшифровку Статистика приведена с сайта basketball.realgm.com |         |          |    |    |      |      |      |      |     |     |     |     |     |     |     |